# Eusebio Benajes y Cots

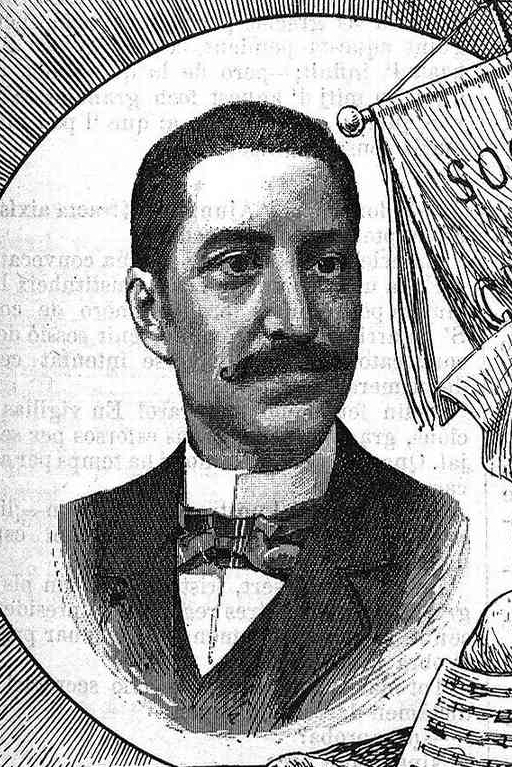
Retrato de Eusebio Benajes

Eusebio Benajes y Cots (Barcelona, 23 de diciembre de 1852-¿?) fue un escritor español.
Obtuvo premios en varios certámenes literarios de Cataluña y colaboró con, entre otros medios, La Revista Catalana y Eco de la Costa. En 1886, publicó un juguete en un acto y en verso, titulado Croquis del Natural.
En colaboración con Simón Alsina, escribió el drama en cuatro actos y en verso Lo fill de la mort. En Tarragona se estrenó una loa dramática escrita en honor de Clavé, con el título Siempreviva.